# Andrzej Krzycki
Andrzej Krzycki, herbu Kotwicz (ur. 7 lipca 1482 w Krzycku w Wielkopolsce, zm. 10 maja 1537 w Skierniewicach) – arcybiskup gnieźnieński i prymas Polski, prepozyt kapituły katedralnej poznańskiej w latach 1520–1523 i 1525–1526, scholastyk poznański i prepozyt średzki w 1516 roku, sekretarz królowej Bony, polityk, mecenas sztuki, poeta staropolski piszący w języku łacińskim, humanista, sekretarz króla Zygmunta I Starego od 1516 roku.

## Życiorys
Dzięki pomocy wuja, którym był biskup Piotr Tomicki, zdobył wykształcenie studiując pod kierunkiem wybitnych humanistów na uniwersytecie w Bolonii. Powrócił do Polski ok. 1501 r. Rozpoczął karierę w hierarchii kościelnej. Kanclerz królowej Barbary, żony Zygmunta I w latach 1512–1515. Po jej śmierci stał się sekretarzem królewskim. Jego autorstwa są inskrypcje na tablicach i fryzie kaplicy Zygmuntowskiej. 8 czerwca 1523 mianowany biskupem przemyskim. Ingres do katedry odbył 24 czerwca 1523 (zamieszkał w pałacu biskupim w Krośnie). Przeniesiony 29 kwietnia 1527 na biskupstwo płockie, by wreszcie 27 października 1535 zostać arcybiskupem gnieźnieńskim i prymasem. Był wujem biskupa krakowskiego Andrzeja Zebrzydowskiego z Więcborka, któremu sfinansował studia pomagając mu w karierze naukowej i biskupiej.
W Płocku z jego inicjatywy (i w znacznym stopniu funduszów) architekt Bernardino Gianotti (de Gianotis) wzniósł w latach 1531-35 renesansową katedrę w miejscu spalonej romańskiej. W skarbcu zachowały się wspaniały późnogotycki pastorał Krzyckiego i pieczęć o formach renesansowych.
Oprócz poezji, którą wykorzystywał także do własnych celów osobistych i politycznych, pisał także łacińską prozą, lecz traktował tę twórczość marginalnie. Uważa się go za jednego z najwybitniejszych humanistów swojej epoki. Andrzej Krzycki był członkiem Towarzystwa ożralców i opilców.
Erazm z Rotterdamu w swoim dziele z 1528 roku pt. "Ciceronianusie" wśród znamienitych twórców polskich wymienił Krzyckiego, którego uznał za ich księcia. Pisał o nim, że "z talentem układa wiersze", a "lepiej jeszcze włada prozą", który z "gruntownym wykształceniem" łączy swobodę i kunszt stylu wypowiedzi, a więc zalety najwyżej cenione przez renesansowych humanistów".
Andrzej Krzycki jest autorem najstarszego polskiego pisma polemicznego podejmującego walkę z reformacją Marcina Lutra pt. "Encomium Lutheri" (łac. "Pochwała Lutra"). Dzieło stara się ośmieszyć Lutra i postulaty reformacji, zarzuca reformatorom burzenie porządku społecznego i wzywa króla do walki z heretykami. Nauki Kościoła katolickiego bronił też w dziełach "De ratione et sacrificio missae" i "De aflictione ecclesiae". W liście do Erazma z Rotterdamu z 20 grudnia 1525 roku nazywa jednak swe pierwsze dzieło polemiczne "Głupstewkami" i przyznaje, że napisał je pod naciskiem krytyków. Jednak cenzura kościelna, kierując się tylko tytułem, wciągnęła tę książkę na Indeks ksiąg zakazanych. Patronował inicjatywie sprowadzenia Filipa Melanchtona do Polski celem pozyskania go dla Kościoła katolickiego.
Sam król woził utwory biskupa podczas wędrówek po kraju. Pochowany w katedrze gnieźnieńskiej w kaplicy Dzierzgowskiego. Jego nagrobek wykonany jest z czerwonego węgierskiego marmuru i otoczony jest wizerunkiem Madonny wykonanym z piaskowca.
Postać Krzyckiego pojawia się w serialu Królowa Bona, gdzie w jego rolę wcielił się Wiktor Sadecki.
W 2010 roku utworzono Nagrodę im. Andrzeja Krzyckiego dla młodych poetów na debiut książkowy przyznawaną przez środowisko literackie "Zeszytów Poetyckich".

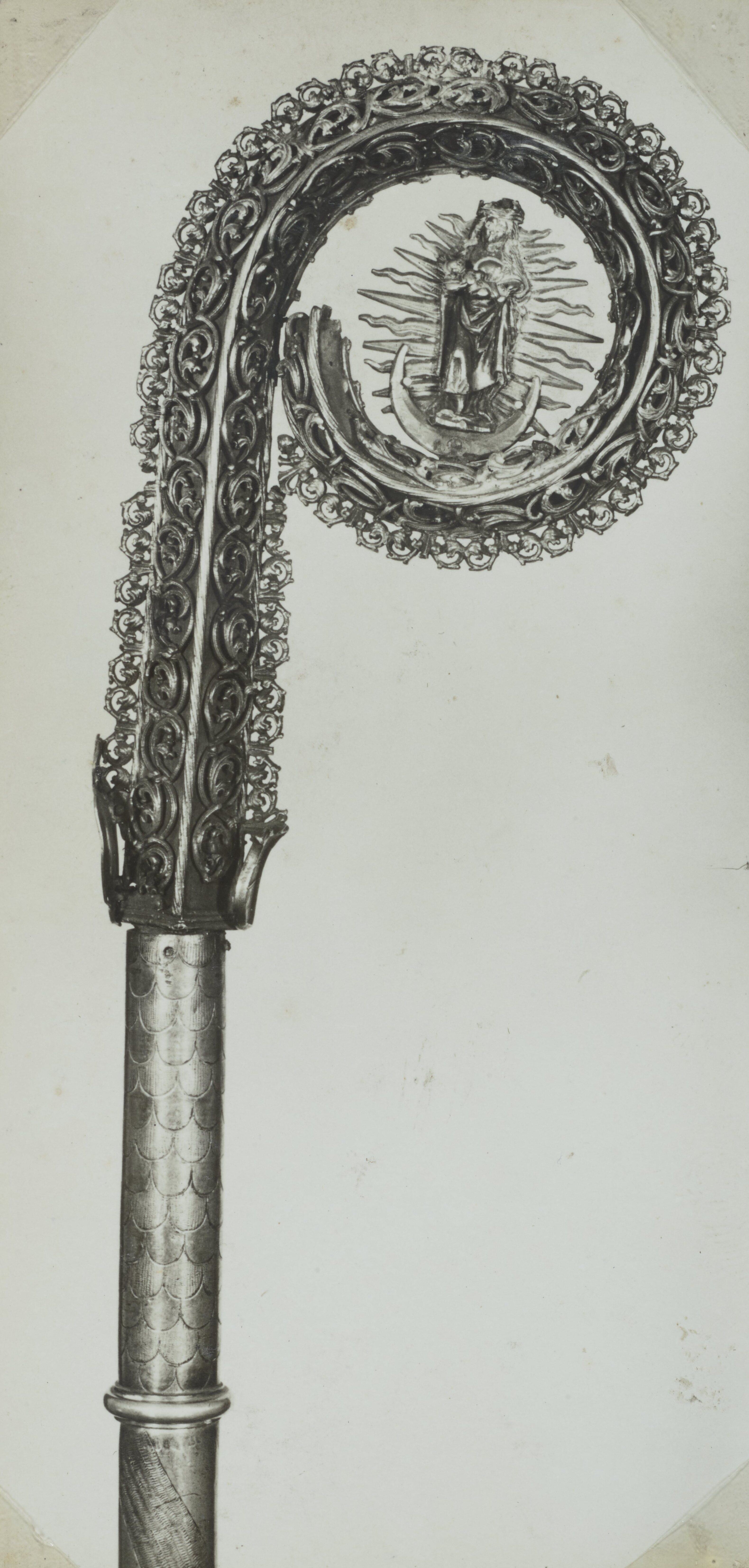
Fragment pastorału biskupa Andrzeja Krzyckiego, 1937
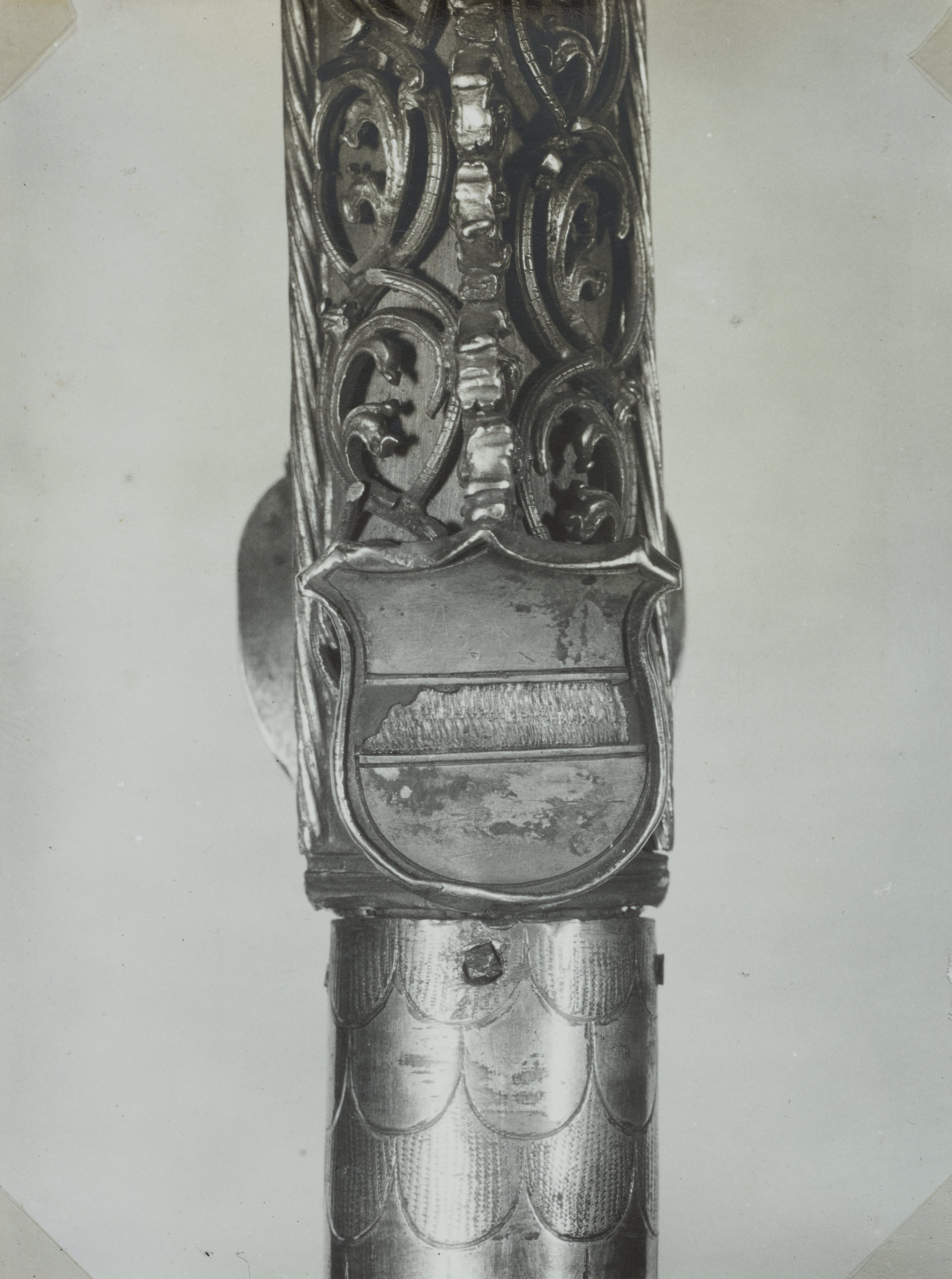
Fragment pastorału biskupa Andrzeja Krzyckiego, 1937

## Twórczość

### Ważniejsze utwory
- In Augustissimum Sigisimundi regis Poloniae et reginae Barbarae connubium Andreae Critii scholastici Posnaniensis Carmen, Kraków 1512, drukarnia J. Haller; przedr. Acta Tomiciana, t. 2 (1852), s. 21-27; przeł. W. Syrokomla Przekłady poetów polsko-łacińskich, Wilno 1851; przedr. Poezje L. Kondratowicza, t. 9, Warszawa 1872
- Encomium Divi Sigismundi, regis Poloniae, post victoriam de Tartaris partam, Kraków 1512, drukarnia J. Haller
- Ad Divum Sigismundum Poloniae regem et Magnum Ducem Lithuaniae semper invictum post partam de Moskis victoriam Andree Krziczki inclite coniugis sue Cancelarii carmen, Kraków 1515, drukarnia J. Haller; przedr.: Carmina... de clade Moscorum, Rzym 1515; także przy Ph. Callimachi... de bello inferendo Turcis oratio, Kraków 1524, drukarnia J. Haller; także Acta Tomiciana, t. 3 (1853), s. 191-195; przekł. polski: W. Syrokomla Przekłady poetów polsko-łacińskich, Wilno 1851; przedr. M. Plezia "Najstarsza poezja polsko-łacińska (do połowy XVI wieku)", Wrocław 1952, Biblioteka Narodowa, seria I, nr 141
- Deploratio immaturae mortis Barbarae, uxoris Sigismundi primi, regis Poloniae (Tren na przedwczesną śmierć królowej polskiej Barbary), Kraków 1515, drukarnia J. Haller; także Acta Tomiciana, t. 3 (1853), s. 424-425; przekł. polski: W. Syrokomla Przekłady poetów polsko-łacińskich, Wilno 1851
- Epithalamium Divi Sigismundi primi regis et inclytae Bonae, reginae Poloniae (Epitalamia na cześć zaślubin Zygmunta z Barbarą i później z Boną), Kraków 1518, drukarnia J. Haller; inne wyd. pt. Epithalamion cum aliis lectu non iniocundis, Kraków 1518, drukarnia J. Haller; fragmenty przedr. B. Nadolski "Z teki huamnistycznej...", Pamiętnik Literacki rocznik 31 (1934), s. 388; podobizna karty tytułowej: P. Chmielowski Historia literatury polskiej, wyd. S. Kosowski, Lwów (1914)
- Satyra in exercitum auxiliarem a principibus Germaniae missum Alberto marchioni brandenburgensi, magistro cruciferorum in Prussia, contra Sigismundum regem Poloniae, 1520; przedr. Acta Tomiciana, t. 3 (1853)
- Religionis et Reipublicae quaerimonia, Kraków 1522, drukarnia H. Wietor, (według Estreichera edycja 1522 jest wątpliwa); wyd. następne Poznań 1606; fragmenty przedr.: I. Chrzanowski, S. Kot Humanizm i reformacja w Polsce, Lwów 1927; przekł. polski J. Harhala Przeg. Klas. 1936, nr 4; przedr. M. Plezia "Najstarsza poezja polsko-łacińska (do połowy XVI wieku)", Wrocław 1952, Biblioteka Narodowa, seria I, nr 141
- Encomia Luteri ("Pochwała Lutra", pierwsza w Europie satyra antyluterska), Kraków 1524, drukarnia H. Wietor; wyd. nast. zmienione: Kolonia 1524 (zawiera epigramaty Krzyckiego i in.); część prozaiczna wyd. też pt. Epistola Andreae Cricii et edictum regis Poloniae in Martinum Luterum, Rzym 1524; fragmenty przedr.: I. Chrzanowski, S. Kot Humanizm i reformacja w Polsce, Lwów 1927
- Ad Joannem Antonium Pulleonem... nuntium apostolicum in Ungaria, de negotio prutenico epistola, Kraków 1525, drukarnia H. Wietor; fragmenty przedr.: I. Chrzanowski, S. Kot Humanizm i reformacja w Polsce, Lwów 1927
- Cantica sacra, Kraków 1525, drukarnia F. Ungler
- De afflictione ecclesiae, commentarius in psalmum XXI, 1527 (wyd. poprzedzone listem Jerzego Sauromana do St. Thursona, dat. z Rzymu 1 kwietnia 1527), wyd. następne: Kraków 1527, drukarnia H. Wietor
- Threnodia Valachiae, Kraków 1531, drukarnia H. Wietor
- De ratione et sacrificio missae
- In vulgatam nuper quandam asianam diaetam Diogenis Dalmatae dialogus, 1536; wyd. z rękopisu K. Morawski wraz z Dialogus de asiana diaeta vel potius de Piotrcoviensibus comitiis 1535 in mense decembri habitis S. Łaskiego i S. Odrowąża; przekł. polski ogł. M. Malinowski we wstępie do: S. Łaskiego prace naukowe i dyplomatyczne, Wilno 1864; oba dialogi w redakcji pełniejszej znajdowały się w rękopisach biblioteki w Romanowie na Wołyniu; zob. T. Wierzbowski Jana Ostroroga Pamiętnik, Warszawa 1891, s. 24
- ponadto ogłosił drukiem kilka mów i pism kościelnych
- poszczególne wiersze tłum.: J. K. Rzesiński "Na Kozienice, miejsce urodzenia Zygmunta I", Pszczółka Krakowska 1821, t. 2; W. Syrokomla Przekłady poetów polsko-łacińskich, Wilno 1851; J. Pietrzycki w książce Fragmenty. Wybór liryków, Lwów 1914; J. Pietrzycki Goniec Krakowski 1919, nr 245; A. Lubik Filomata 1931, l. XXXIV; J. M. Harhala Filomata 1936, l.: LXXVII, LXXIX, LXXXIII, XCV; J. M. Harhala Przegl. Klas. 1936, nr 4; 1937, nr 1/4; M. Plezia "Najstarsza poezja polsko-łacińska (do połowy XVI wieku)", Wrocław 1952, Biblioteka Narodowa, seria I, nr 141; J. Sękowski Meander 1955, nr 3; Meander 1957, nr 2; Poezje przeł. E. Jędrkiewicz, oprac. A. Jelicz (Warszawa 1962)

### Wydanie zbiorowe
- Carmina, wyd. K. Morawski, Kraków 1888, Corpus Antiquissimorum Poetarum Poloniae Latinorum, t. 3, (na podst. kodeksów rękopiśmiennych zebranych przez S. Górskiego w Acta Tomiciana); emendacje merytoryczne do wyd. podał R. Gansiniec "Rękopisy poezyj A. Krzyckiego", Sprawozdanie PAU 1949, nr 8

### Prace edytorskie
- Philippi Callimachi Experientis ad Innocentium octavum pontificem maximum, Ienua ortum, de bello inferendo Turcis oratio, Kraków 1524, drukarnia J. Haller, (zawiera również wiersze Skrzyckiego), dedykowane P. Tomickiemu

### Listy i materiały
- Listy i pisma urzędowe z lat 1524-1534 (m.in. do Albrechta pruskiego, Bony, Jana Dantyszka, Klemensa VII, Piotra Tomickiego, Zygmunta Starego), wyd. Acta Tomiciana, t. 1 (1852) – t. 16 (1961) passim; przekł. polski listu do Erazma z Rotterdamu, dat. w Krakowie 20 grudnia 1525 (wyd. Acta Tomiciana, t. 7, s. 345), ogł. M. Cytowska "Zaproszenie do Polski Erazma z Rotterdamu", Meander 1954, nr 2
- De victoria a Tartaris circa Castellum Visnioviec... 1512... reportata... ad Christophorum de Szydlovice... epistola, ogł. A.C. Załuski Epistolarum historico-familiarium tomus primus, Braniewo 1709, s. 17-23; także Acta Tomiciana, t. 2 (1852), s. 73-79; przekł. polski: M. Wiszniewski Pomniki historii i literatury polskiej, t. 4, Kraków 1835; fragment pt. Bitwa z Tatarami pod Łopusznem 28 kwietnia 1512 – Z. Spieralski "Polska sztuka wojenna w latach 1454-1562", Warszawa 1958, Wypisy Źródłowe do Historii Polskiej Sztuki Wojennej zeszyt 4, Prace Komisji Historyczno-Wojskowej MON, Seria Popularna s. 127-134
- Do P. Tomickiego, Płock, 20 września 1533, wyd. K. Morawski "Beiträge zur Geschichte des Humanismus in Polen. 2. Die Berufung Melachton's nach Polen", Sitzungsberichte d. Akademie d. Wissenschaften in Wien Phil.-Hist. Classe, t. 118 (1887) i odb. Wiedeń 1889, s. 26; Acta Tomiciana, t. 15 (1957), s. 637-638, nr 463
- Listy do Andrzeja Krzyckiego, wyd. Acta Tomiciana, t. 1 (1852) – t. 16 (1961) passim
- Od Filipa Melanchtona do A. Krzyckiego, dat. 27 października 1532, wyd. T. Wierzbowski Materiały do dziejów piśmiennictwa polskiego, t. 1, Warszawa 1900
- Fragm. listu do Bony, dat. z Pułtuska 3 listopada 1535; list do Zygmunta I, (1537?); ogł. K. Hartleb "Piotr Gamrat w świetle nieznanego życiorysu", Lwów 1939, Archiwum Towarzystwa Naukowego we Lwowie, Dz. II, t. 21, zeszyt 2, s. 143 przypis, 30-31 przypis
- Od J. Łaskiego, reformatora, dat. w Krakowie 10 września 1533, wyd. H. Dalton Lasciana nebst den ältesten evangelischen Synodalprotokollen Polens 1555-1561, Berlin 1898, s. 156-158, nr 31; Acta Tomiciana, t. 15 (1957), s. 616-617, nr 449
- 3 pisma w sprawach godności kościelnych A. Krzyckiego z lat 1501-1511, wyd. T. Wierzbowski Materiały do dziejów piśmiennictwa polskiego, t. 1, Warszawa 1900
- Testament A. Krzyckiego, wyd. T. Wierzbowski Materiały do dziejów piśmiennictwa polskiego, t. 1, Warszawa 1900, s. 62-63 (w tekście potwierdzenia królewskiego, Kraków 11 maja 1537); a także dekrety Jana Chojeńskiego w sprawie testamentu, wyd. S. Brzeziński "Proces o testament prymasa A. Krzyckiego", Księga ku czci O. Haleckiego, Warszawa 1935 i odb.
- Zatwierdzenie biskupie dokumentu H. Ramszowej, dat. w Przemyślu w listopadzie 1525, rękopis Ossolineum, dokument nr 70
- Kontrakt między A. Krzyckim i Bernardem de Giantis o budowę katedry płockiej, dat. 16 września 1631, ogł. M. Sokołowski "Stosunek A. Krzyckiego do sztuki", Sprawozdanie Komisji Historii Sztuki, t. 6 (1900) i odb. Kraków 1900
- Dokument sporządzony przez A. Krzyckiego i J. Latalskiego, zawiadamiający proboszcza kościoła N. P. Marii w Krakowie o przeniesieniu kazań niemieckich do kościoła Św. Barbary, dat. w Krakowie 23 grudnia 1536, wyd. F. Piekosiński "Kodeks dyplomatyczny katedry krakowskiej Św. Wacława. II", Monumenta Medii Aevi Historica Res Gestas Poloniae Illustrantia, t. 8 (1883), s. 187-189; przekł. polski: M. Brożek, wyd. W. Taszycki "Udział mieszczan krakowskich w walce o język polski w czasach Odrodzenia. Dodatek", Krakowskie Odrodzenie. Referaty z Konferencji Naukowej Towarzystwa Miłośników Historii i Zabytków Krakowa z września 1953, Kraków 1954, s. 73-74

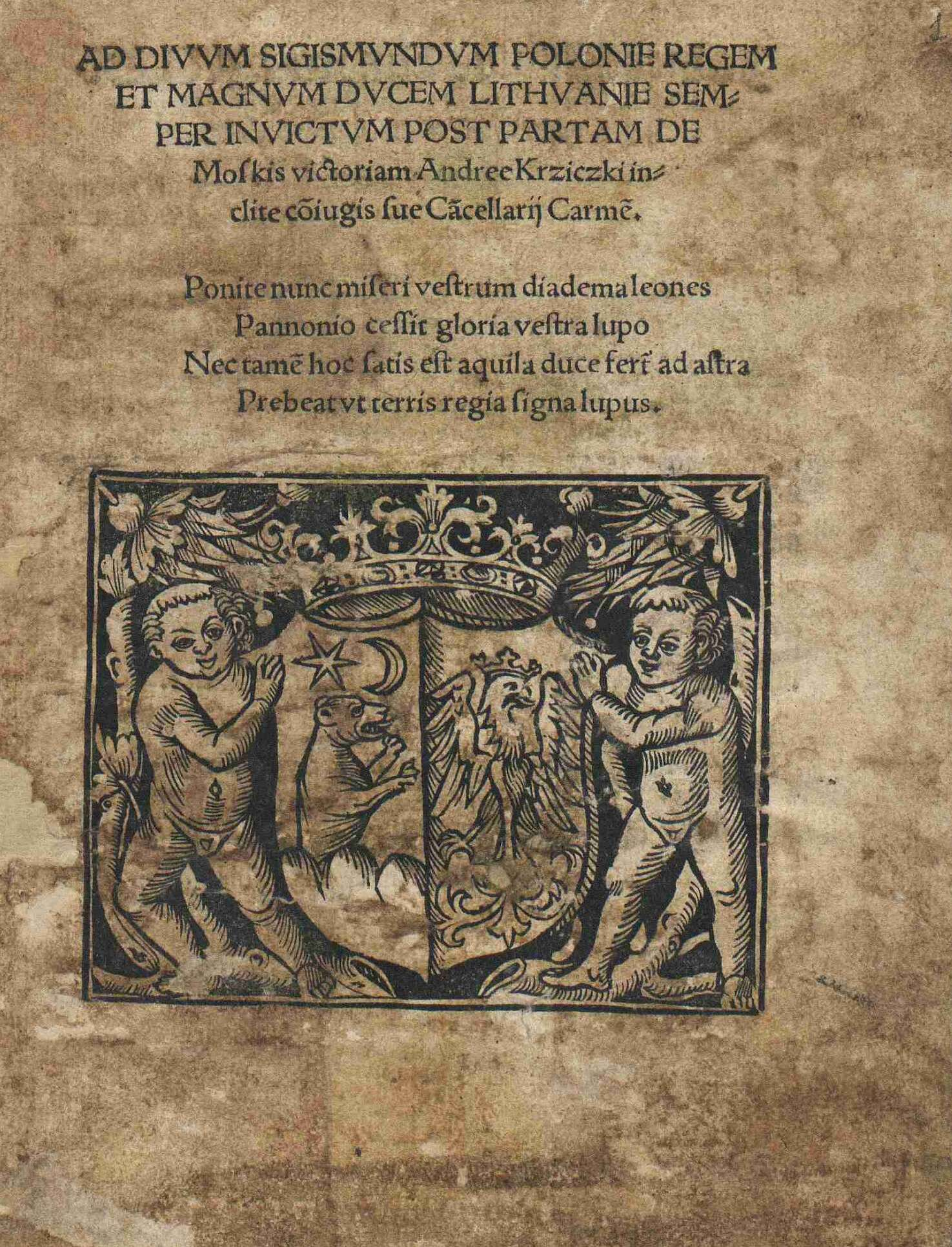
Ad divvm Sigismvndvm Poloniae regem et magnvm dvcem Lithvaniae 1515
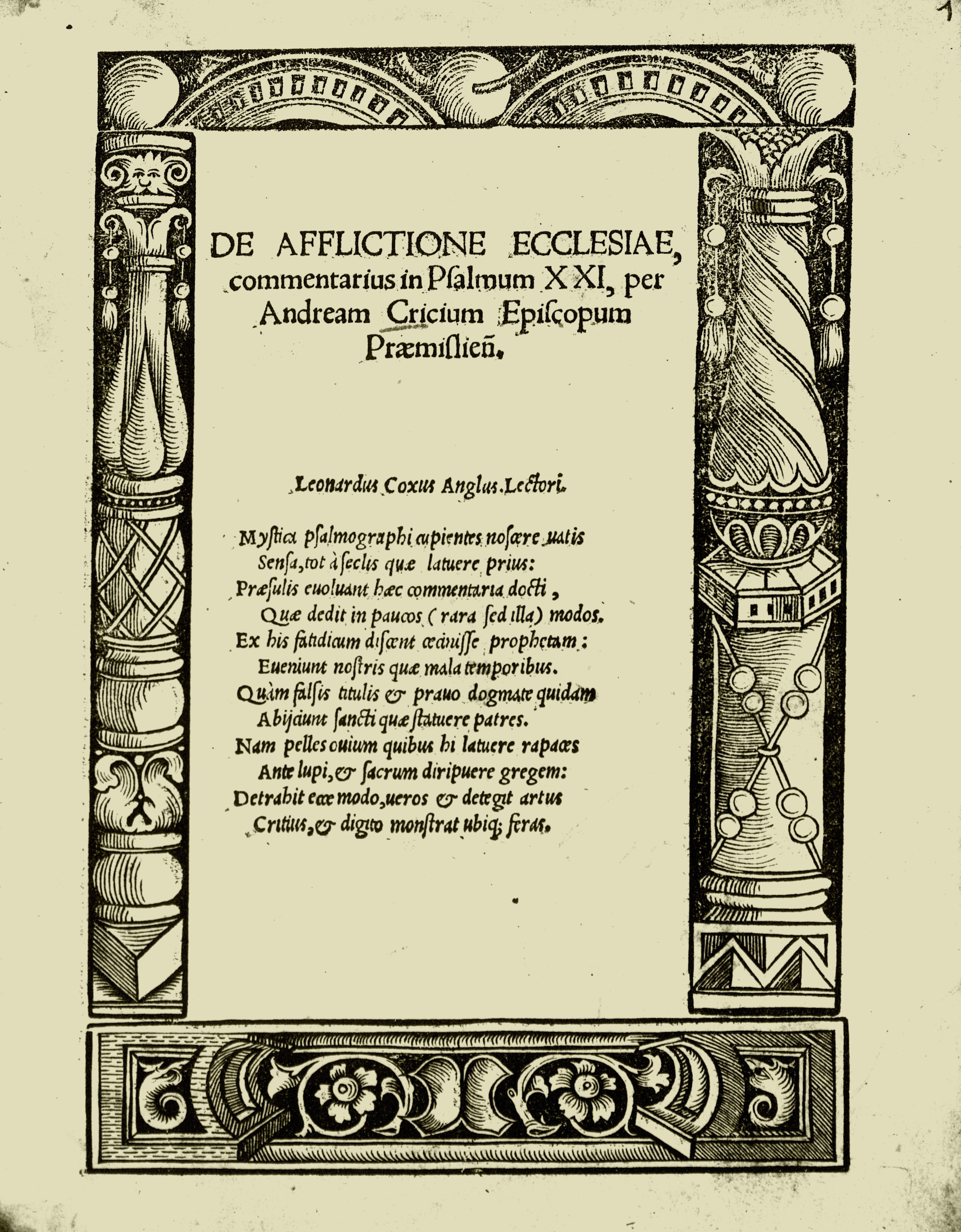
De afflictione ecclesiae commentarius in Psalmum XXI 1527
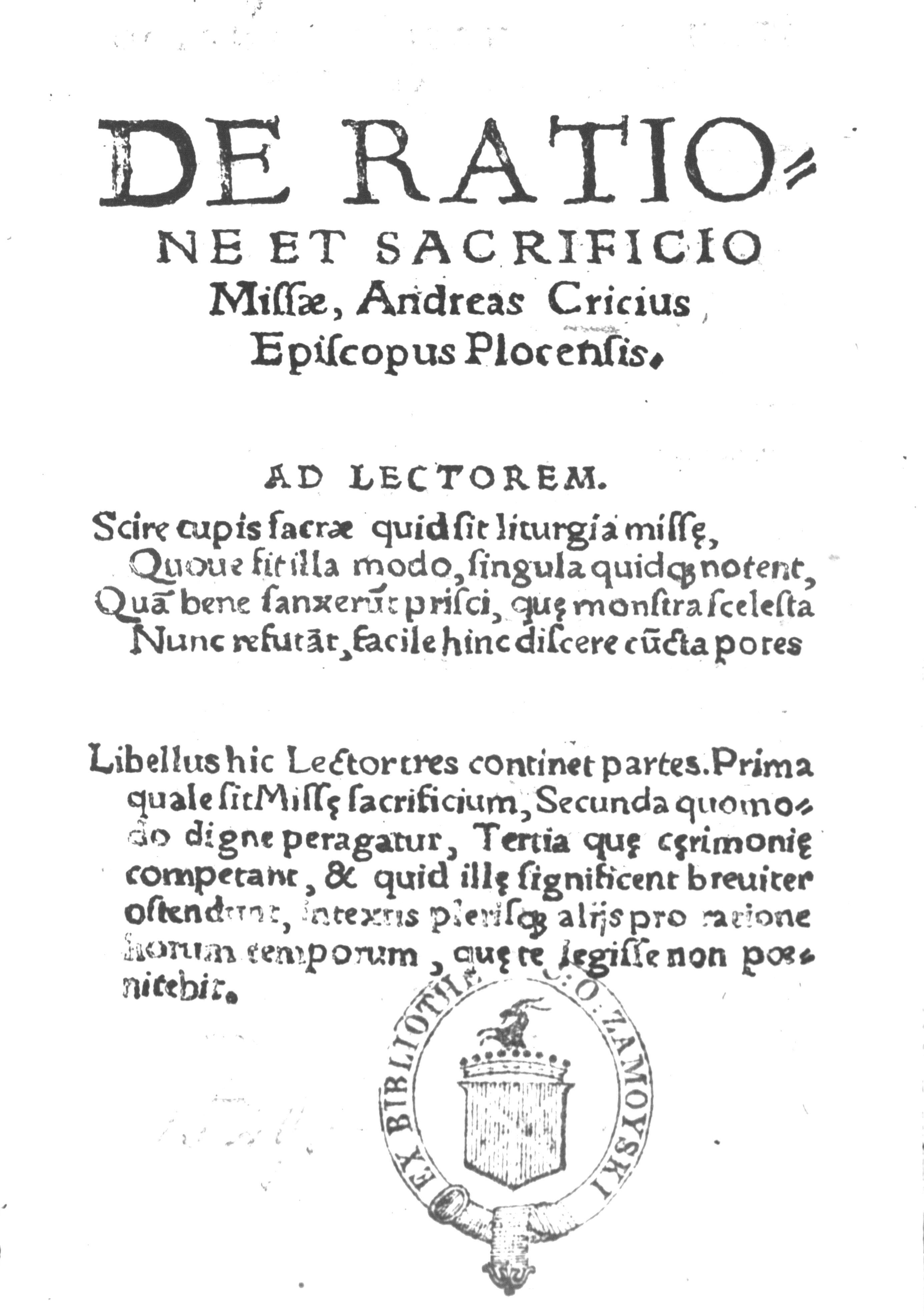
De ratione et sacrificio missae 1529
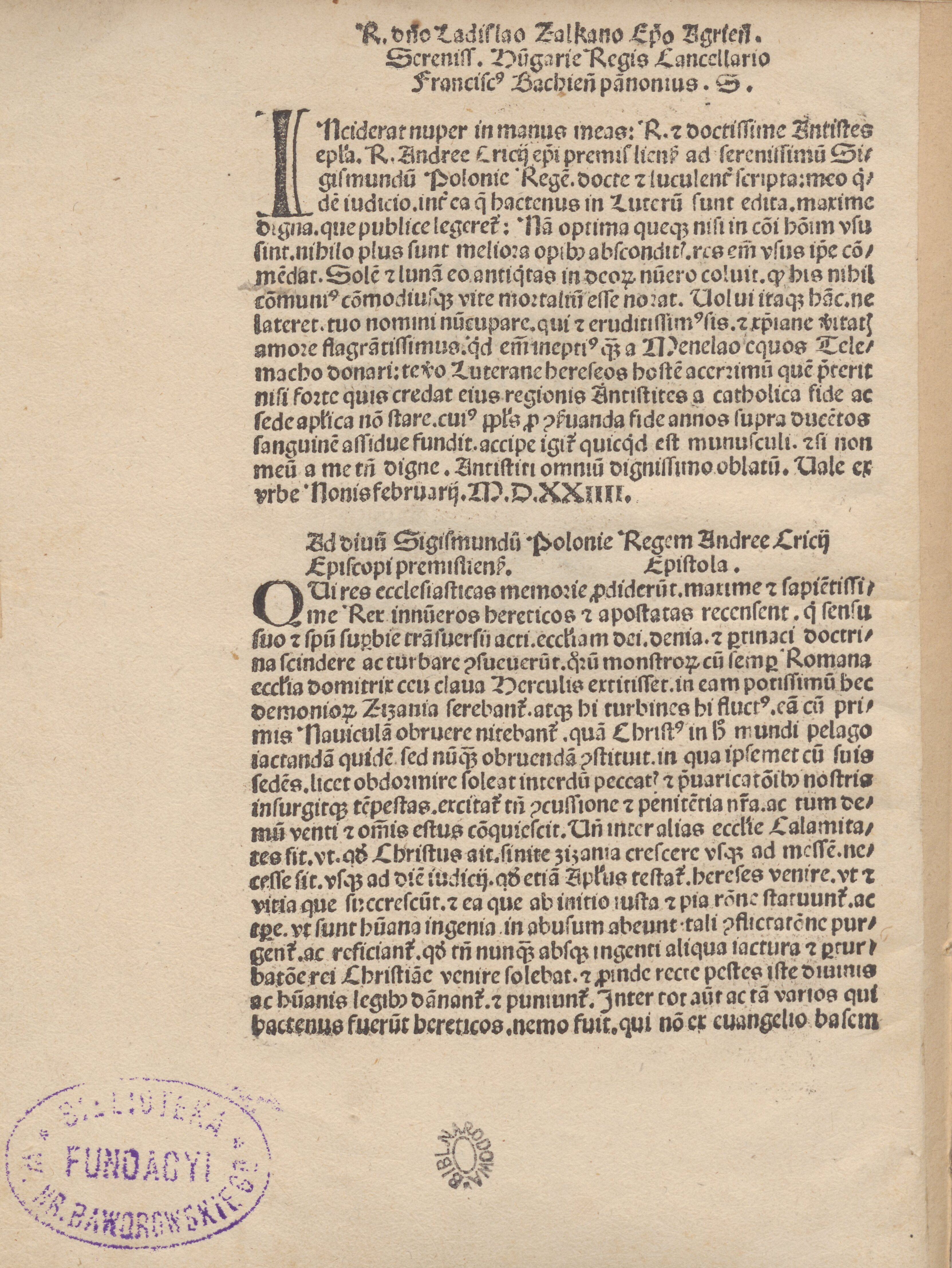
Epistola Andree Cricii et Edictum regis Polonie in Martinum Luterum 1524
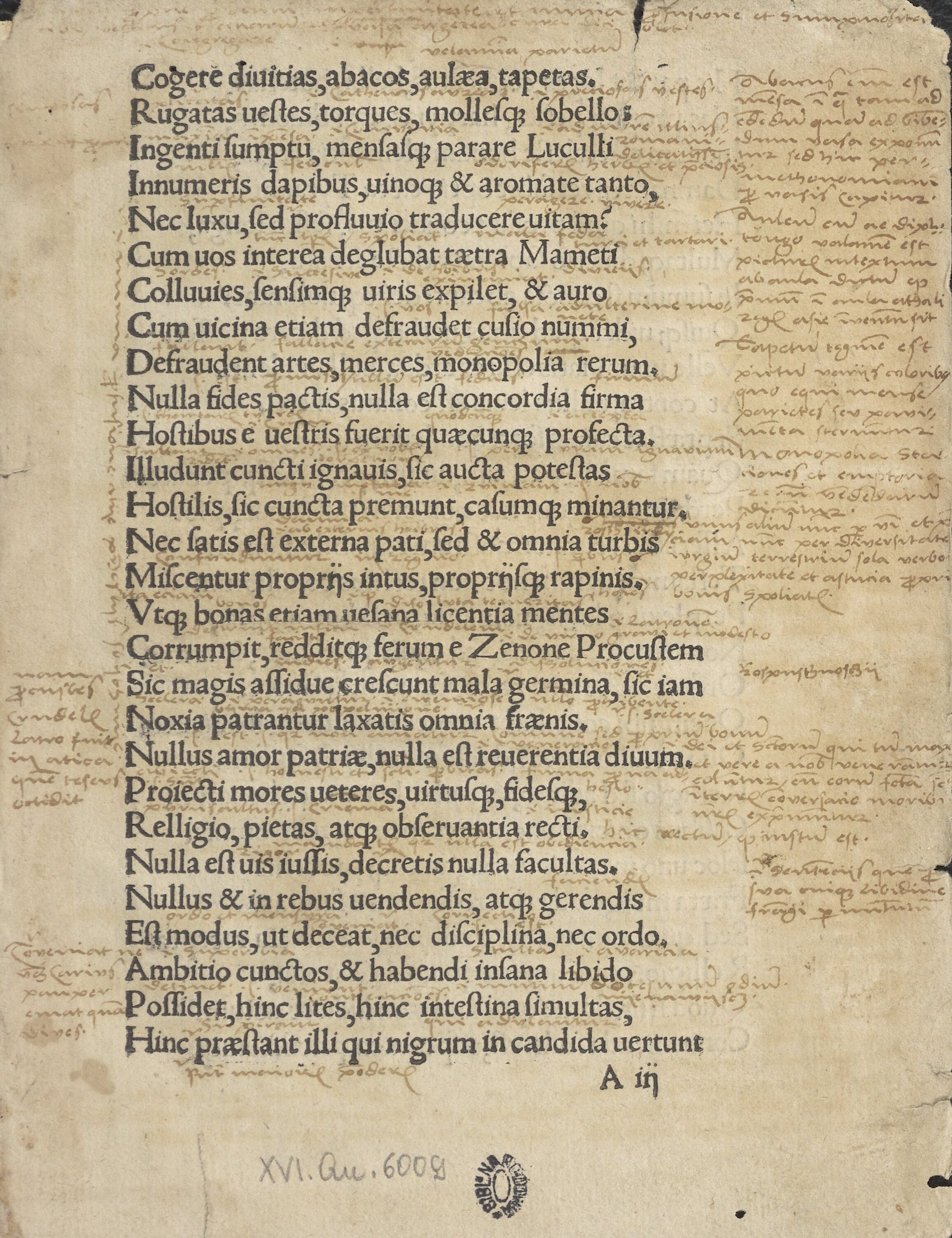
Religionis et reipublicae querimonia 1522
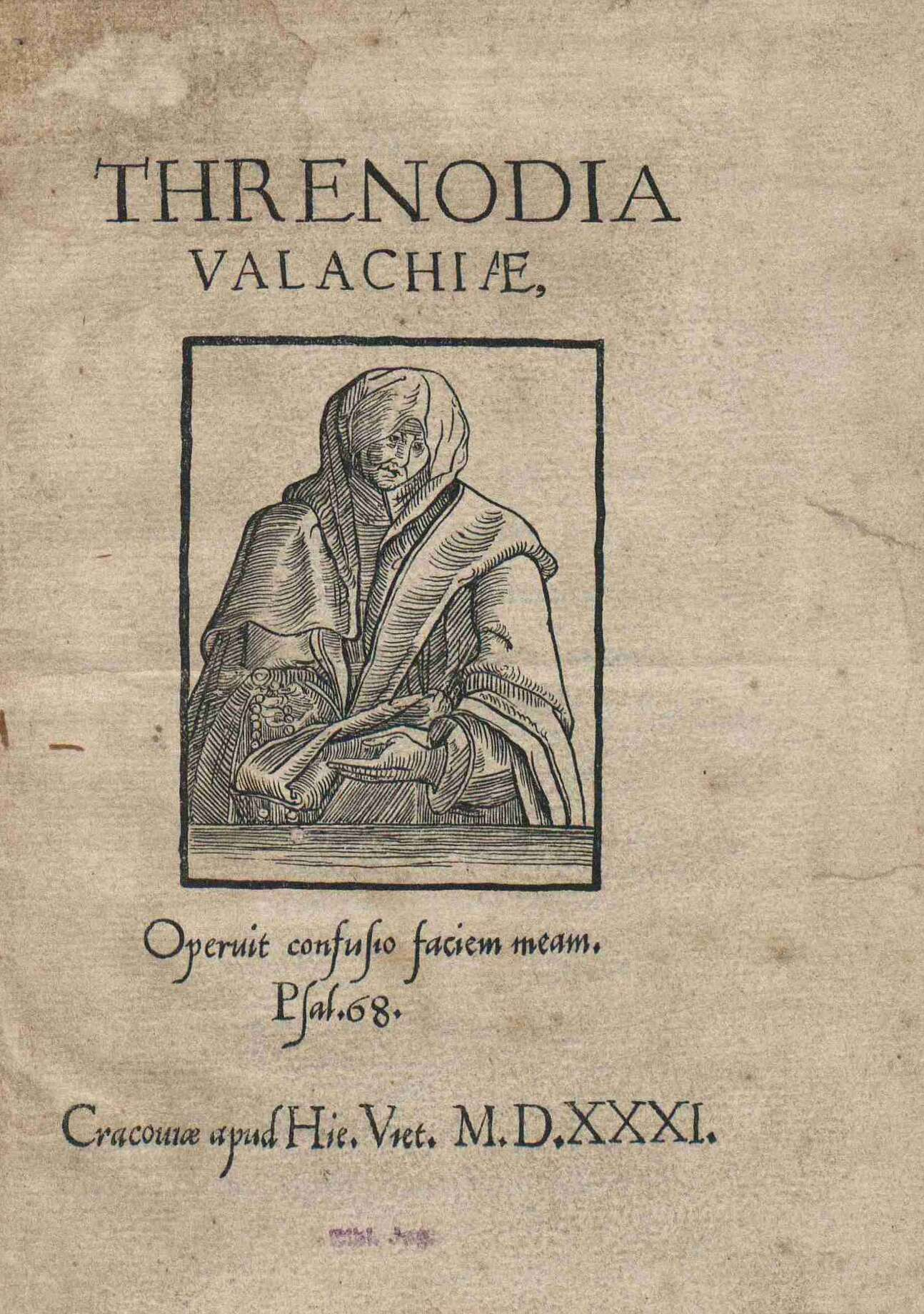
Threnodia Valachiae 1531